# Periclimenaeus arthrodactylus
Periclimenaeus arthrodactylus är en kräftdjursart som beskrevs av Lipke Bijdeley Holthuis 1952. Periclimenaeus arthrodactylus ingår i släktet Periclimenaeus och familjen Palaemonidae. Inga underarter finns listade i Catalogue of Life.